# Irfan (band)
Irfan is een Bulgaarse band, die is opgericht in 2001. De naam van de band komt van het Perzisch/Arabische woord Irfan, dat gnosis betekent (mystieke kennis).
In de herfst van 2001 werd de band opgericht door Ivailo, Kalin en Kiril, die toen allen ook in andere bands actief waren. In 2002 sloot zangeres Denitza zich bij de formatie aan. Een jaar later verscheen het eerste nummer op het compilatiealbum Fairy World van het label Prikosnovénie, dat de groep tevens een platencontract aanbood en in 2003 verscheen het gelijknamige debuutalbum Irfan. Dit album werd in 2005 door Noir Records ook uitgebracht in Noord-Amerika.
In november 2007 kwam het tweede album Seraphim uit, dat zowel in Europa als in Noord-Amerika werd uitgebracht. Tussen de eerste twee albums is de muziek van Irfan op verschillende compilatiealbums verschenen. In 2008 maakte Irfan de soundtrack voor de Bulgaarse documentaire The Great Heresy, en in 2009 werden drie nummers van Irfan gebruikt in de Bulgaarse film Forecast.

## Discografie
- Irfan (2003)
- Seraphim (2007)
- The Eternal Return (2015)
- Roots (2018)